# Sean Hepburn Ferrer
Sean Hepburn Ferrer (* 17. Juli 1960 in Luzern, Schweiz) ist ein Filmproduzent und Autor.

## Leben und Karriere
Sean Hepburn Ferrer wurde 1960 als Sohn von Audrey Hepburn und Mel Ferrer in Luzern geboren. Er wuchs in der Schweiz, Italien und den Vereinigten Staaten auf.
Er war zunächst in der Filmbranche tätig und arbeitete an der Planung, Produktion und Vermarktung von Filmen. So war er unter anderem als Assistant Director an den Dreharbeiten zu Filmen wie Inchon, Tote kriegen keine Post oder Strangers Kiss beteiligt.
Nach dem Tod seiner Mutter 1993 nahm er eine Auszeit und gründete 1994 mit Robert Wolders, dem letzten Lebensgefährten seiner Mutter, und seinem Halbbruder Luca Dotti den The Audrey Hepburn Children's Fund, der die humanitäre Arbeit von Audrey Hepburn fortsetzt. Unter anderem ging Ferrer mit der Ausstellung Timeless Audrey auf eine weltweite Tournee, um Geld für die Stiftung zu sammeln. Von 1994 bis 2012 fungierte er als Chairman der Stiftung, bis er diese Rolle an seinen Halbbruder abgab. Im Februar 2017 reichte die Stiftung Hollywood for Children beim Los Angeles County Superior Court eine Klage gegen Ferrer ein, da dieser die Arbeit der Stiftung angeblich aus finanziellen Gründen seit mehreren Jahren behindert hätte. Sean Hepburn Ferrer reichte im Gegenzug im Oktober 2017 eine Klage gegen die Stiftung ein; diese sei nicht zur fortwährenden weltweiten Nutzung des Namens von Audrey Hepburn berechtigt, sondern nur in Einzelfällen nach Freigabe durch ihn. Da sich Luca Dotti der Klage nicht anschloss, wurde diese im März 2018 zurückgewiesen. Im Oktober 2019 entschied Richter David Sotelo am Los Angeles County Superior Court, dass Hollywood for Children nicht berechtigt sei, die Markenrechte am Namen Audrey Hepburn ohne das Einverständnis beider Söhne zu nutzen.
Von 2014 bis 2018 war Ferrer außerdem Ambassador der jährlichen Tage der seltenen Krankheiten.
2001 drehte er den Dokumentarfilm Racehoss über Albert Race Sample, der sich als verurteilter Verbrecher im Gefängnis der Schriftstellerei zuwandte und später anderen Gefängnisinsassen bei der Rückkehr in ein normales Leben half. Ferrer führte bei diesem Film die Regie und übernahm auch die Produktion.
2003 veröffentlichte er eine Biographie seiner Mutter, die ein Jahr später auch in der deutschen Übersetzung als Audrey Hepburn: Melancholie und Grazie. Erinnerungen eines Sohnes erschien.
Ferrer war von 1985 bis zur Scheidung 1989 mit Marina Spadafora verheiratet. Aus der zweiten Ehe mit Leila Flannigan von 1994 bis 2000 ging eine Tochter, das spätere Model Emma Ferrer hervor. Die dritte Ehe mit Giovanna Gregori hielt von 2000 bis 2009 und endete ebenfalls durch Scheidung. Aus dieser Ehe gingen zwei Söhne hervor. In vierter Ehe ist er seit dem Jahr 2014 mit Karin Hofer verheiratet.

## Filmografie (Auswahl)
- 1981: Inchon (Assistant Director)
- 1982: Tote kriegen keine Post (One Shoe Makes It Murder, Fernsehfilm, Second Assistant Director)
- 1983: Strangers Kiss (Associate Producer, First Assistant Director)
- 1984: Schweinebande! (Growing Pains, Second Assistant Director)
- 1986: Good to Go (Producer)
- 1987: Treasure of the Moon Goddess (Assistant Director)
- 1987: Wolfsmilch (Ironweed, Associate Producer)
- 1991: Malko: Eye of the Widow (Executive Producer, First Assistant Director)
- 1991: Pretty Hattie's Baby (Producer)
- 1993: Blood in, Blood out – Verschworen auf Leben und Tod (Bound by Honor, First Assistant Director)
- 2001: Racehoss (Producer, Regie)
- 2010: Living the Blues (Kurzfilm, Executive Producer)
- 2011: Cloudstreet (Miniserie, drei Folgen, Executive Producer)

## Schriften
- Sean Hepburn Ferrer: Audrey Hepburn: Melancholie und Grazie. Erinnerungen eines Sohnes. Henschel, Berlin 2004, ISBN 3-89487-475-9.
- Sean & Karin Hepburn Ferrer: Little Audrey's Daydream. New York, Princeton Architectural Press 2020, ISBN 978-1-61689-991-2.